# Троє
«Троє» — радянський художній фільм 1988 року, знятий режисерами Олександром Барановим і Бахитом Кілібаєвим на кіностудії «Казахфільм».

## Сюжет
На березі Іссик-Куля, під розпеченим сонцем облаштувалися троє представників соціального дна. Нема в них ні дому, ні грошей, ні продуктів, ні одягу, ні світлого майбутнього.
А поруч із ними, вигнанцями, присутні справжні люди, у яких є все, що має бути у нормальних людей. Археологічна партія, куди вони найнялися рити якусь траншею, їжа на продовольчому «складі», що охороняється могутнім, вгодованим жлобом з поглядом, що розімлів від спеки, і хрестом на шиї. Приїжджає якось «інтелігентна» людина та пропонує трійці підробити, у масовці під час зйомок кіно.
Кожен може спробувати.

## У ролях
- Касим Жакібаєв — Дід
- Жанас Іскаков — Бота
- Сергій Попов — Васильович
- Жанна Куанишева — актриса
- Григорій Єфімов — Шаміль, охоронник археологічної партії
- Володимир Головін — Марат
- Сергій Дорофєєв — каскадер
- Наталія Горбенко — роль другого плану
- Анатолій Григоренко — роль другого плану
- Олексій Мазуляка — роль другого плану
- Валерій Скориков — роль другого плану
- Сергій Тараканов — роль другого плану
- Володимир Назаренко — роль другого плану
- Микола Кірієнков — роль другого плану
- Сергій Панкратов — роль другого плану
- Ірина Недвіга — роль другого плану
- Володимир Козлов — роль другого плану
- Олег Стряука — роль другого плану
- Микола Фоменко — роль другого плану
- Дмитро Передня — роль другого плану
- Олександр Баранов — роль другого плану
- Ахмет Зеріпов — роль другого плану
- Михайло Шипілов — роль другого плану
- Олена Маслова — роль другого плану
- Сергій Бочаров — роль другого плану
- Євген Кангін — роль другого плану
- Сарсен Саріпов — роль другого плану
- Ульян Дубінін — роль другого плану

## Знімальна група
- Режисери — Олександр Баранов, Бахит Кілібаєв
- Сценарист — Бахит Кілібаєв
- Оператор — Микола Кірієнков
- Композитор — Олена Дединська
- Художник — Сергій Бочаров